# Облачасти дукат
Облачасти дукат (лат. Aloeides nubilus, енгл. cloud copper) је врста инсекта из реда лептира (Lepidoptera) и породице плаваца (Lycaenidae). 

## Распрострањење
Ареал врсте је ограничен на једну државу. Јужноафричка Република је једино познато природно станиште врсте.

## Угроженост
На Црвеној листи Међународне уније за заштиту природе (енгл. IUCN) облачасти дукат је наведен као угрожена врста.